# Angle de champ
Pour les articles homonymes, voir AOV.
 (signalé en juillet 2025).
Si vous disposez d'ouvrages ou d'articles de référence ou si vous connaissez des sites web de qualité traitant du thème abordé ici, merci de compléter l'article en donnant les références utiles à sa vérifiabilité et en les liant à la section « Notes et références ».
- Archive Wikiwix
- Bing
- Cairn
- DuckDuckGo
- E. Universalis
- Gallica
- Google
- G. Books
- G. News
- G. Scholar
- Persée
- Qwant
- (zh) Baidu
- (ru) Yandex
- (wd) trouver des œuvres sur Wikidata

En photographie, l'angle de champ (en anglais, angle of view ou AOV) est l'angle que peut capter un dispositif optique.

## Photographie
L'angle de champ est lié à la valeur de la distance focale utilisée et à la taille de la surface sensible. Une courte focale (objectif grand angle) fournira un grand angle de champ, alors qu'une longue focale (téléobjectif) donnera au contraire un angle de champ faible.

L'angle de champ α couvert par un appareil de prise de vue peut être calculé au moyen de la fonction mathématique arc tangente selon la formule : 
- d est la longueur d'un bord ou de la diagonale de l'image optique (supposée de forme rectangulaire), c'est-à-dire de la pellicule ou du capteur de l'appareil ;
- f est la focale de l'objectif ;
- arctan est la fonction arc tangente.

Avec une longue focale, l'angle étant petit, la formule approchée devient : {\displaystyle \alpha \approx {\tfrac {180}{\pi }}({\frac {d}{f}})=57,3({\tfrac {d}{f}})} en degrés.
Pour un support au format 35 mm (format d'image 24 × 36 mm), l'angle de champ est donc égal à :
- α = 2 x arctan (18 / f) en radians, soit environ 2 062 / f en degrés, pour le grand bord de l'image ;
- α = 2 x arctan (12 / f) en radians, soit environ 1 375 / f en degrés, pour le petit bord de l'image ;
- α = 2 x arctan (21,6 / f) en radians, soit environ 2 475 / f en degrés, pour la diagonale de l'image.